# Нудизам
Нудизам (од лат.  — „наг”) или натуризам, јесте покрет чије се присталице залажу за „повратак природи” и за начин живота без одеће, поготово у културама где то није уобичајено. Типичне нудистичке активности су сунчање, пливање и спортови, мада многи нудисти обављају и редовне кућне послове голи. У земљама где је противзаконито појављивање у јавности без одеће практикује се потајно на забаченим местима, али је широко прихваћен у другим деловима света. Нудизам је начин живота не само за појединце већ и целе породице од најмлађих до најстаријих чланова. Такође има људи који практикују нудизам повремено, нарочито на плажама, без удубљивања у нудистичку филозофију живота.
Људи који практикују нудизам зову се нудисти. Нудисти верују да се нагог људског тела не треба стидети и да је људско тело нешто што би сви требало да цене.
По уверењу својих присталица нудизам ослобађа човека од предрасуда и стида, помаже складном и здравом развоју, упућује на поштовање природне лепоте и развија осећаје слободе, поштовања, отворености и природности. Иако неки тврде да нудизам у неким случајевима може бити и знак перверзије, сами нудисти пак тврде да практиковање нудизма смањује сексуалне тензије.